# Zkara
Los Zkara (en bereber : ⵉⵣⴽⵔⴰⵓⵉⵢⵏ Izakrawiyen, en árabe : نشاطيون Nachatiyoun) son una tribu de origen bereber zenata arabizada establecida en la región noreste de Marruecos, en la región oriental, 25 km al suroeste de Uchda, en la comuna de Mestferki, no muy lejos de la frontera entre Marruecos y Argelia.
- Datos: Q3575641